# گنجینه آترئوس

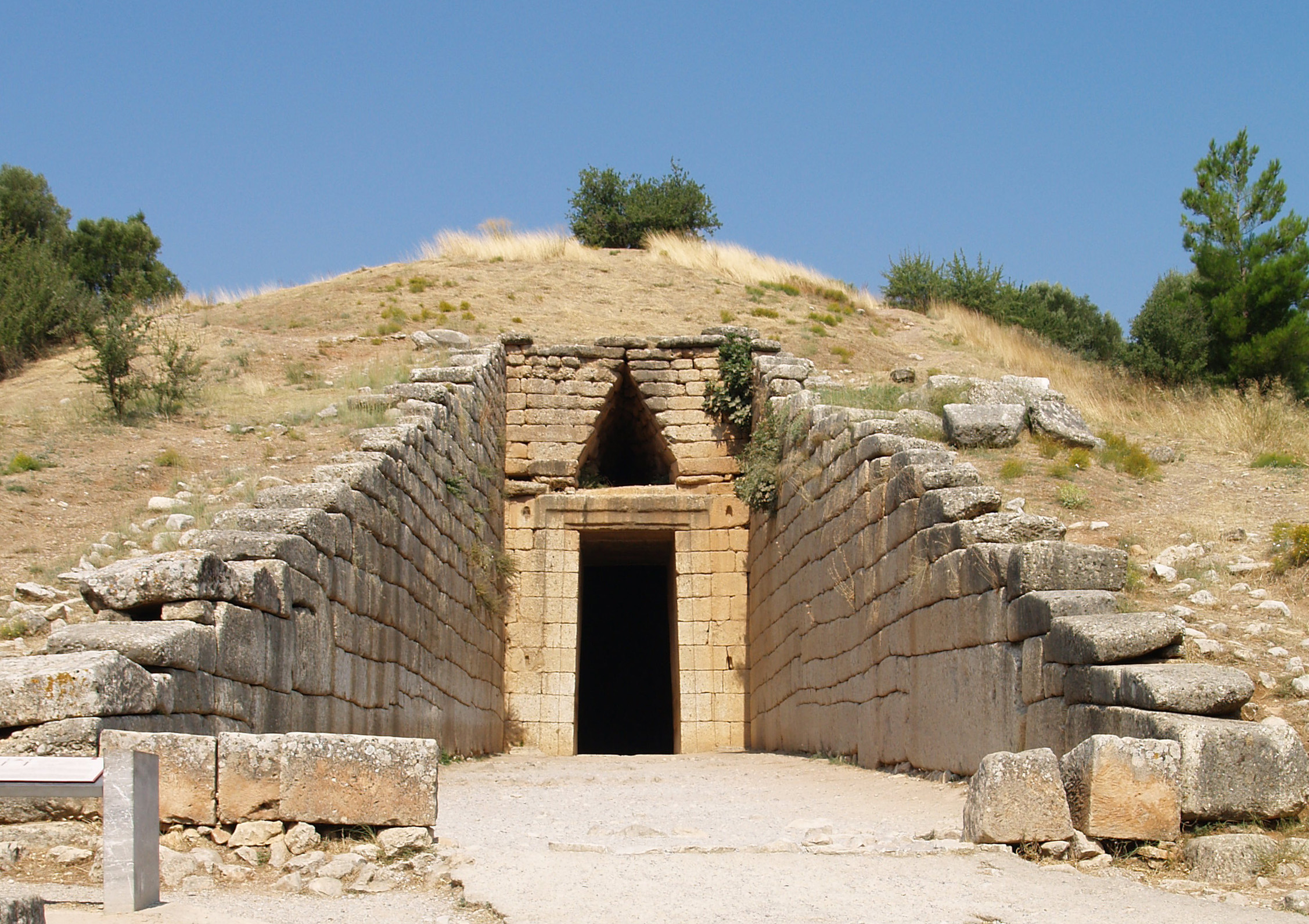
گنجینه آترئوس

گنجینه آترئوس یا آرامگاه آگاممنون آرامگاهی در تپه پاناگیتسا، در موکنای، یونان است که در عصر برنز در حدود ۱۲۵۰ سال پیش از میلاد ساخته شده‌است. نعل سنگی بالای درگاه ۱۲۰ تن وزن دارد و ابعاد تقریبی آن 8.3 x 5.2 x ۱٫۲ متر است، که بزرگترین در جهان است. این آرامگاه برای دوره نامعلومی به کار گرفته می‌شد. پاوسانیاس، جغرافیدان رومی در سده دوم پس از میلاد به آن اشاره کرد.
این آرامگاه احتمالاً هیچ ارتباطی با آترئوس یا آگاممنون - فرمانروایان افسانه‌ای موکنای یا آرگوس در آثار هومر، چرخه حماسی و اورستیا ندارد- زیرا باستان‌شناسان باور دارند که فرمانروای موکنای که در آنجا دفن شده‌است در زمانی زودتر از آگاممنون فرمانروایی کرده‌است. این آرامگاه این گونه توسط هاینریش شلیمان نامگذاری شد و از آن زمان تاکنون از این نام استفاده می‌شود.